# Aeroporto de Cornélio Procópio
O Aeroporto de Cornélio Procópio - Franciso Lacerda Júnior  (ICAO: SSCP) é um aeródromo público brasileiro localizado no município de Cornélio Procópio, no estado do Paraná.
Opera somente em condições de voo visuais (VMC) e em 2019 passou a ter voos comerciais regulares.

## Voos comerciais
Em 2019, foi anunciado o retorno dos voos comerciais no aeroporto de Cornélio Procópio, com aeronaves Cessna Grand Caravan da empresa Two Flex, em parceria com a Gol Linhas Aéreas, ligando o município a Curitiba, com escala em Telêmaco Borba.
Porém, em 2020 a empresa aérea contratada pelo programa Voe Paraná foi vendida e os voos cancelados no estado.
Em 2022, os voos comerciais retornaram por meio da Azul Conecta, porém a empresa abandonou a rota no final do ano.